# Ali Mekawir
Vous pouvez aider à l'améliorer ou bien discuter des problèmes sur sa page de discussion.
- Il ne cite pas suffisamment ses sources. Vous pouvez indiquer les passages à sourcer avec {{référence nécessaire}} ou {{Référence souhaitée}}, et inclure les références utiles en les liant aux notes de bas de page. (Marqué depuis mars 2024)
- Certaines informations devraient être mieux reliées aux sources mentionnées dans la bibliographie ou les liens externes. Améliorez sa vérifiabilité en les associant par des références. (Marqué depuis mars 2024)

- Archive Wikiwix
- Bing
- Cairn
- DuckDuckGo
- E. Universalis
- Gallica
- Google
- G. Books
- G. News
- G. Scholar
- Persée
- Qwant
- (zh) Baidu
- (ru) Yandex
- (wd) trouver des œuvres sur Wikidata

Ali Mekawir, né le 27 juillet 2000 à Honiara aux Îles Salomon, est un footballeur international salomonais jouant en tant qu'attaquant au Navua FC.

## Biographie

### En club

#### Débuts au pays et Angleterre (2017-2020)
Au début de sa carrière, Mekawir joue avec Hana et Marist. En 2019, il rejoint Western United. Plus tard dans l'année, il est l'un des trois footballeurs des Îles Salomon à rejoindre un club en Angleterre après avoir fréquenté l'académie locale Stars Football Academy. Avec les Langney Wanderers, de la Southern Combination Football League, Mekawir marque contre les Tower Hamlets en FA Cup 2020-2021, devenant ainsi le tout premier joueur des Îles Salomon à marquer dans ce tournoi. Plus tard dans le mois, il marqué ensuite contre Eastbourne United en FA Vase 2020-2021. Il inscrit un total de cinq buts en onze apparitions en championnat.

#### Honiara City et Waneagu United (2021-2022)
En janvier 2021, Mekawir revient aux Îles Salomon et rejoint le club de Telekom S-League, Honiara City. Il fait ses débuts avec le club le 24 janvier 2021, marquant un but lors du match nul contre les leaders du championnat, les Henderson Eels. Il devient l'un des meilleurs buteurs du championnat cette saison là avec huit buts. La saison suivante, il est transféré à Waneagu United.

#### Aventure australienne (depuis 2022)
En avril 2022, Mekawir signe avec Adelaide City, club de NPL South Australia.

### En sélection
Il joue quatre matchs avec les moins de 17 ans, où il marque trois buts.
Il fait ses débuts en équipe nationale à l'âge de 21 ans en mars 2022, où il participe aux qualifications pour la Coupe du monde contre les Îles Cook. 

## Statistiques

### Liste des matchs internationaux
| Matchs internationaux d'Ali Mekawir | Matchs internationaux d'Ali Mekawir | Matchs internationaux d'Ali Mekawir | Matchs internationaux d'Ali Mekawir | Matchs internationaux d'Ali Mekawir | Matchs internationaux d'Ali Mekawir | Matchs internationaux d'Ali Mekawir |
|                                     | Date                                | Lieu                                | Adversaire                          | Résultat                            | Compétition                         | Notes                               |
| ----------------------------------- | ----------------------------------- | ----------------------------------- | ----------------------------------- | ----------------------------------- | ----------------------------------- | ----------------------------------- |
| 1.                                  | 17 mars 2022                        | Grand Hamad Stadium, Doha, Qatar    | Îles Cook                           | 0 - 2                               | Éliminatoires Coupe du monde 2022   | Remplace Alwin Hou à la 70e.        |
| 2.                                  | 30 mars 2022                        | Grand Hamad Stadium, Doha, Qatar    | Nouvelle-Zélande                    | 0 - 5                               | Éliminatoires Coupe du Monde 2022   | Remplace Joses Nawo à la 75e.       |